# Jim McElreath
Jim McElreath, född 18 februari 1928 i Arlington i Texas, död 18 maj 2017, var en amerikansk racerförare.

## Racingkarriär
McElreath tävlade mellan 1961 och 1983 på högsta amerikanska formelbilsnivå, vilket var i USAC National Championship samt enstaka starter i CART mot slutet av karriären. Han var en framgångsrik förare över hela säsonger, så att även om han inte vann mer än fem enskilda tävlingar, lyckades han komma tvåa i mästerskapet säsongen 1966, men även trea 1963, 1965 och 1970. Hans främsta säsong när det gällde racevinster kom 1965, då han vann ett race på Trenton Speedway, samt två på Langhorne Speedway. McElreath tävlade i Indianapolis 500 15 gånger, men missade att kvalificera sig hela fyra gånger. Hans bästa placering kom 1966 med en tredjeplats med ett Brabham-chassi.